# Stylidium thylax
Stylidium thylax este o specie de plante dicotiledonate din genul Stylidium, familia Stylidiaceae, ordinul Asterales, descrisă de Wege. Conform Catalogue of Life specia Stylidium thylax nu are subspecii cunoscute.